# In Colour
In Colour ist das Debüt-Studioalbum des britischen Musikers Jamie xx, das im Mai 2015 erschien.

## Entstehung und Veröffentlichung
Die Erstveröffentlichung von In Colour erfolgte am 29. Mai 2015 bei den Musiklabels XL Recordings und Young Turks. Das Album erschien in seiner Originalausführung als CD (Katalognummer: YTCD122), Download (Katalognummer: 889030012258) und LP (Katalognummer: YTLP122) mit elf Titeln. Es nach seinem Debütalbum We’re New Here, ein Remixalbum mit Gil Scott-Heron aus dem Jahr 2011, sein zweites vollwertiges Album.
Geschrieben und produziert wurden die Lieder alle vom Interpreten Jamie Smith (Jamie xx) selbst. Während er für die Produktion aller Lieder alleine verantwortlich war, bekam er beim Schreibprozess von sieben Liedern Unterstützung, darunter namhafte Musiker wie Alicia Keys oder auch Rick Nowels. Für SeeSaw ist zusätzlich Four Tet als Koproduzent angegeben. An der Mischung waren zusätzlich noch Tom Elmhirst und David Wrench beteiligt. Das Audio-Mastering übernahm Mandy Parnell.

## Inhalt und Stil
Smith beabsichtigte ein Album, das so klänge, als würde es keiner bestimmten Epoche angehören (Make an album that sounded like it did not come from any particular era). Das Album Genre des Albums kann nicht genau zugeordnet werden. Es ist eine Mischung aus UK Garage, House und Rave.

## Artwork
Das Albumcover erinnert an einen Farbkreis. Insgesamt besteht es aus 24 Segmenten, jedes ist anderes eingefärbt. Sie sind so angeordnet, dass die Übergänge fließend erscheinen. Im Viertel links unten befindet sich ein weißes, zur Mitte ausgerichtetes Rechteck. Die Website theinterns.net brachte jede Farbe, je nach Symbolik und Stimmung, mit einem Titel in Verbindung. Diese Idee wird dadurch unterstützt, dass die im Vorhinein erschienenen Singles Loud Places und I Know There’s Gonna Be (Good Times), sowie die später erschienene Club Version von SeeSaw jeweils ein Viertel des Albumcovers von In Colour auf ihrem eigenen Cover tragen. Das weiße Rechteck bleibt jedoch an der ursprünglichen Position. So kann der Titel des Albums mit dem Cover und der enthaltenen Musik in Verbindung gebracht werden. Das Artwork stammt von Smith und Philip Lee.

## Titelliste
| Nr.          | Titel                                                             | Autor(en) | Länge |
| ------------ | ----------------------------------------------------------------- | --- | ----- |
| 1.           | Gosh                                                              | Jamie Smith | 4:51  |
| 2.           | Sleep Sound                                                       | Jamie Smith, Tannisha Smith, Kerry Brothers, Alicia Augello-Cook, Bob Wright, Chett Forrest                             | 3:52  |
| 3.           | SeeSaw (feat. Romy)                                               | Jamie Smith, Kieran Hebden, Romy Madley Croft, Peter Buffet, Mary Buffet, Jeff Mehl, Billy Guy, Sylvia Robinson         | 4:28  |
| 4.           | Obvs                                                              | Jamie Smith, Haruko Mizoguchi, Hugh Masekela                                                                            | 3:51  |
| 5.           | Just Saying                                                       | Jamie Smith | 1:23  |
| 6.           | Stranger in a Room (feat. Oliver Sim)                             | Jamie Smith, Oliver Sim, Romy Madley Croft                                                                              | 2:57  |
| 7.           | Hold Tight                                                        | Jamie Smith | 4:03  |
| 8.           | Loud Places (feat. Romy)                                          | Jamie Smith, Romy Madley Croft Rick Nowels, Dave Matthews, Tony Sarafino                                                | 4:43  |
| 9.           | I Know There's Gonna Be (Good Times) [feat. Young Thug & Popcaan] | Jamie Smith, Andrae Jay Sutherland, Jeffrey Lamar Williams,Ted Daryll                                                   | 3:33  |
| 10.          | The Rest Is Noise                                                 | Jamie Smith | 4:58  |
| 11.          | Girl                                                              | Jamie Smith, Sebastian Maschat, Erlend Øye, Marcin Öz, Brian Wilson, Rasmus Hägg, Dan Lissvik, Arthur Baker, John Robie | 4:05  |
| Gesamtlänge: | Gesamtlänge:                                                      | Gesamtlänge: | 42:44 |

## Singleauskopplungen
Im Mai 2014 erschien die erste Singleauskopplung Girl zusammen mit Sleep Sound. Im März und Mai des Folgejahres folgten Loud Places, Gosh und I Know There's Gonna Be (Good Times).

## Musikvideos
Dem Album folgten mehrere Musikvideos.
Zu Gosh wurden gleich zwei Musikvideos veröffentlicht. Das erste zeigt Oberflächenbilder des Mars. Das Video hat wenig Schnitte und langsame Kamerafahrten. Das zweite Video stammt vom französischen Regisseur Romain Gavras, der für gesellschaftskritische Arbeiten bekannt ist. Es zeigt fiktive Formen von Religion, Verehrung und Führerkult. Gezeigt wird eine asiatische Hochhaussiedlung, in deren Mitte eine Nachbildung des Pariser Eiffelturms steht. Die rund 400 gleichaussehenden Statisten versammeln sich um einen Albinisten und verehren diesen.
Im Musikvideo zu Loud Places sieht man Smith, wie er mit dem The-xx-Bandmitglied Romy Medley Croft nachts mit dem Skateboard durch London fährt. Es wurde am 27. März 2015 veröffentlicht.
Auch zu Sleep Sound existiert ein Musikvideo. Regie führte Sophia Mattoli. Zu sehen sind 13 Mitglieder des Manchester Deaf Centers. Einer der Grundaspekte ist die Verbindung zwischen Stille und Musik.

## Rezensionen
Die Kritiken zu In Colour waren überwiegend positiv. Bei Metacritic erhielt das Album eine durchschnittliche Bewertung von 87 von 100 Punkten zu Grunde von 39 Bewertungen.

## Kommerzieller Erfolg

### Chartplatzierungen
| ChartsChartplatzierungen       | Höchstplatzierung | Wochen |
| ------------------------------ | ----------------- | ------ |
| Deutschland (GfK)              | 15 (4 Wo.)        | 4      |
| Österreich (Ö3)                | 13 (3 Wo.)        | 3      |
| Schweiz (IFPI)                 | 8 (6 Wo.)         | 6      |
| Vereinigte Staaten (Billboard) | 21 (5 Wo.)        | 5      |
| Vereinigtes Königreich (OCC)   | 3 (20 Wo.)        | 20     |

| ChartsJahrescharts (2015)    | Platzierung |
| ---------------------------- | ----------- |
| Vereinigtes Königreich (OCC) | 95          |

### Auszeichnungen für Musikverkäufe
| Land/Region                  | Auszeichnungen für Musikverkäufe (Land/Region, Auszeichnung, Verkäufe) | Verkäufe |
| ---------------------------- | ---------------------------------------------------------------------- | -------- |
| Neuseeland (RMNZ)            | Gold                                                                   | 7.500    |
| Vereinigtes Königreich (BPI) | Gold                                                                   | 100.000  |
| Insgesamt                    | 2× Gold ·                                                              | 107.500  |